# ALCAM

ALCAM (от англ. Activated leukocyte cell adhesion molecule, молекула клеточной адгезии активированных лейкоцитов; CD166)  —  мембранный белок из суперсемейства иммуноглобулинов, относится к классу молекул клеточной адгезии. Связывается с CD6.

## Структура
Молекула белка состоит из 556 аминокислот, молекулярная масса — 65,1 кДа. Полный белок состоит из 5 иммуноглобулино-подобных доменов (2 V типа и 3 C2 типа), трансмембранного участка и цитозольного фрагмента. N-концевой иммуноглобулино-подобный домен содержит участок связывания с CD6.

## Функция
ALCAM связывается с CD6. Участвует в росте отростков нейронов. Возможно, играет роль в связывании с T-лимфоцитов и B-лимфоцитов с активированными лейкоцитами, а также во взаимодействии между клетками нервной системы.

## Тканевая специфичность
Белок представлен в селезёнке, плаценте и в меньшей степени в печени. Экспрессируется T- и B-лимфоцитами, моноцитами, эпителиальными клетками тимуса, нейронами головного мозга. 